# کشیش قاضی
کشیش قاضی (انگلیسی: Judge Priest) فیلمی کمدی به کارگردانی جان فورد است که در سال ۱۹۳۴ منتشر شد.

## بازیگران
- ویل راجرز
- تام براون
- آنیتا لوئیس
- هنری بی. والتهال
- روشل هادسون
- هتی مک‌دانل
- فرانسیس فورد
- رابرت پریش
- چارلی گریپوین
- برتون چرچیل
- دیوید لاندائو
- پل مک‌آلیستر
- راجر ایمهوف
- پت هارتیگان
- وینتر هال